# Карл II де Бурбон (архиепископ Руанский)
Карл II де Бурбон, архиепископ Руанский (фр. Charles II de Bourbon; также известный, как Карл II де Бурбон-Вандом; 30 марта 1562, Франция — 30 июля 1594, Париж) — французский кардинал.

## Биография
Родился в 1562 году и был третьим выжившим сыном Людовика I де Бурбон-Конде, первого принца Конде, представителя младшей ветви французской династии Бурбонов. Приходился племянником кардиналу Карлу I де Бурбону.
Хотя отец и старший брат Карла II были вождями французских протестантов (гугенотов), он сам и его младший брат были воспитаны матерью в католической вере.
Карл II никогда не рукополагался во священники, и никогда не был хиротонисан во епископы, но вместо этого в возрасте 21 года получил от Папы Римского звания кардинала-дьакона. В 1586 по 1590 годах был апостольским администратором епархии Байё, с 1590 года возглавлял архиепархию Руана, сменив на этой должности своего дядю. Также от дяди получил комменду над двумя десятками монастырей, включая Королевское аббатство Сен-Дени и аббатство Сен-Жермен-де-Пре, став, таким образом, одним из богатейших священнослужителей во Франции.
В политике был ревностным католиком, поддерживал своего дядю и двоих братьев в борьбе против старшего брата (его отец к тому времени уже погиб от рук католиков). Являлся советником и сторонником короля Франции Генриха III Валуа.
Карл де Бурбон никогда не участвовал в конклавах, которых на годы его деятельности выпало много, хотя имел на это право как кардинал. Скончался в 1594 году в аббатстве Сен-Жермен-де-Пре, коммендатором которого являлся.